# Сьюзен Серендон
Сю́зен Ебігейл Томалін, після шлюбу Сере́ндон (англ. Susan Sarandon, | ˈsuːzn̩ | 4 жовтня 1946, Нью-Йорк) — американська акторка.

## Біографія
Сюзен Серендон народилася в Нью-Йорку 4 жовтня 1946 року найстаршою з дев'яти дітей в родині. Про кінокар'єру вперше замислилась, одружившись з актором Крісом Серендоном (шлюб тривав з 1967-го по 1979-й). Найуспішнішим з її ранніх фільмів був мюзикл Джима Шермана «Шоу жахів Роккі Хоррора» (1975). Наприкінці 1970-х років Серендон почала співпрацювати з французьким режисером Луї Малем, вершиною цієї співпраці стала роль у картині «Атлантик-Сіті» (1980), номінована на премію «Оскар».
Незважаючи на участь Серендон разом із Девідом Боуї та Катрін Денев у гучному фільмі «Голод» (1983), акторка залишалася порівняно маловідомою серед широкого загалу. Становище змінилося, коли вона виконала ролі в таких комерційно успішних стрічках, як «Іствікські відьми» (1987) і «Даргемський бик» (1988). Працюючи над останнім фільмом, Серендон зблизилася з актором Тімом Роббінсом, відносини з яким тривали до 2009 року. Народила двох синів: Джека Генрі (1989) і Майлза (1992). Також Серендон має доньку Єву Амуррі (1985) від режисера Франко Амуррі.
У першій половині 1990-х років Серендон практично щороку номінувалася на «Оскар» за найкращу жіночу роль (за фільми «Тельма і Луїза», «Олія Лоренцо», «Клієнт»). Отримала цю премію лише за роль у драмі Роббінса «Мрець іде» (1994). У наступні роки фільмувалася в кіно зглядно мало. Один з останніх її фільмів — «Зачарована», де вона зіграла злу королеву Наріссу.
Серендон — переконана пацифістка і регулярно бере участь у протестах проти війни в Іраку. Також вона активно виступає за збереження довкілля й виборює права сексуальних меншин.

## Особисте життя
Сарандон є бісексуалкою, про що розповіла під час виступу у вересні 2022 року на «Нічному шоу з Джиммі Феллоном». Раніше, у 2017 році, вона також розповідала «Pride Source», що її сексуальність «відкрита» і «доступна для ознайомлення», а в епізоді подкасту «Divorced Not Dead» 2021 року окреслила свої інтереси щодо побаченнь: «Мені байдуже, чоловік це чи жінка. Я маю на увазі, що я відкрита для всіх вікових груп, усіх кольорів шкіри. І для мене це просто деталі».

## Фільмографія
- 1975 — Шоу жахів Роккі Хоррора
- 1976 — Зворотний бік півночі
- 1977 — Чарівне дитя
- 1980 — Атлантик-Сіті (Atlantic City) — Саллі Метьюз
- 1983 — Голод
- 1985 — Компрометуючі пози
- 1986 — Жіноча звитяга
- 1987 — Іствікські відьми
- 1988 — Даргемський бик
- 1988 — Милий серцю танець
- 1989 — Сухий білий сезон
- 1990 — Білий палац
- 1991 — Тельма і Луїза
- 1992 — Масло Лоренцо
- 1994 — Безпечний прохід
- 1994 — Маленькі жінки
- 1994 — Клієнт — Регіна «Реджі Лав»
- 1995 — Мрець іде
- 1998 — Мачуха
- 1998 — Сутінки
- 1999 — Земні бажання
- 2001 — Коти проти собак
- 2002 — Сестрички Бенґер
- 2003 — Діти Дюни
- 2003 — У крижаному полоні
- 2004 — Потанцюймо?
- 2004 — Алфі
- 2004 — Ноель
- 2005 — Любов і сигарети[en]
- 2005 — Елізабеттаун[en]
- 2006 — Одержимість Софі
- 2007 — Зачарована
- 2008 — Спіді Гонщик
- 2008 — У гонитві за скарбами
- 2009 — Милі кості
- 2010 — Ви не знаєте Джека
- 2012 — Мій пацан
- 2012 — Хмарний атлас
- 2012 — Робот і Френк
- 2013 — Стукач
- 2017 — Ворожнеча
- 2017 — Дуже погані матусі 2
- 2019 — Тихе серце
- 2021 — Красуня на драйві
- 2023 — Синій Жук
- 2024 — Батальйон 6888

## Нагороди та номінації
| Нагорода                                | Рік  | Категорія                                                       | Робота                     | Результат |
| --------------------------------------- | ---- | --------------------------------------------------------------- | -------------------------- | --------- |
| Оскар                                   | 1982 | Найкраща жіноча роль                                            | Атлантик-Сіті              | Номінація |
| Оскар                                   | 1992 | Найкраща жіноча роль                                            | Тельма і Луїза             | Номінація |
| Оскар                                   | 1993 | Найкраща жіноча роль                                            | Олія Лоренцо               | Номінація |
| Оскар                                   | 1995 | Найкраща жіноча роль                                            | Клієнт                     | Номінація |
| Оскар                                   | 1996 | Найкраща жіноча роль                                            | Мрець іде                  | Перемога  |
| БАФТА                                   | 1992 | Найкраща жіноча роль                                            | Тельма і Луїза             | Номінація |
| БАФТА                                   | 1995 | Найкраща жіноча роль                                            | Клієнт                     | Перемога  |
| Золотий глобус                          | 1989 | Найкраща жіноча роль — комедія або мюзикл                       | Даргемський бик            | Номінація |
| Золотий глобус                          | 1991 | Найкраща жіноча роль — драма                                    | Білий палац                | Номінація |
| Золотий глобус                          | 1992 | Найкраща жіноча роль — драма                                    | Тельма і Луїза             | Номінація |
| Золотий глобус                          | 1993 | Найкраща жіноча роль — драма                                    | Олія Лоренцо               | Номінація |
| Золотий глобус                          | 1996 | Найкраща жіноча роль — драма                                    | Мрець іде                  | Номінація |
| Золотий глобус                          | 1999 | Найкраща жіноча роль — драма                                    | Мачуха                     | Номінація |
| Золотий глобус                          | 2003 | Найкраща жіноча роль другого плану — кінофільм                  | Ігбі йде на дно            | Номінація |
| Золотий глобус                          | 2009 | Найкраща жіноча роль у мінісеріалі або телефільмі               | Бернард і Доріс            | Номінація |
| Золотий глобус                          | 2018 | Найкраща жіноча роль у мінісеріалі або телефільмі               | Ворожнеча                  | Номінація |
| Прайм-тайм премія «Еммі»                | 2001 | Найкраща запрошена акторка в комедійному телесеріалі            | Друзі                      | Номінація |
| Прайм-тайм премія «Еммі»                | 2002 | Найкраща запрошена акторка в комедійному телесеріалі            | Малькольм у центрі уваги   | Номінація |
| Прайм-тайм премія «Еммі»                | 2008 | Найкраща жіноча роль у мінісеріалі або телефільмі               | Бернард і Доріс            | Номінація |
| Прайм-тайм премія «Еммі»                | 2010 | Найкраща жіноча роль другого плану в мінісеріалі або телефільмі | Ви не знаєте Джека         | Номінація |
| Прайм-тайм премія «Еммі»                | 2017 | Найкраща жіноча роль у мінісеріалі або телефільмі               | Ворожнеча                  | Номінація |
| Прайм-тайм премія «Еммі»                | 2017 | Найкращий мінісеріал                                            | Ворожнеча                  | Номінація |
| Премія Гільдії кіноакторів США          | 1995 | Найкраща жіноча роль                                            | Клієнт                     | Номінація |
| Премія Гільдії кіноакторів США          | 1996 | Найкраща жіноча роль                                            | Мрець іде                  | Перемога  |
| Премія Гільдії кіноакторів США          | 2009 | Найкраща жіноча роль у мінісеріалі або телефільмі               | Бернард і Доріс            | Номінація |
| Премія Гільдії кіноакторів США          | 2011 | Найкраща жіноча роль у мінісеріалі або телефільмі               | Ви не знаєте Джека         | Номінація |
| Премія Гільдії кіноакторів США          | 2016 | Найкраща жіноча роль у мінісеріалі або телефільмі               | Таємне життя Мерилін Монро | Номінація |
| Премія Гільдії кіноакторів США          | 2018 | Найкраща жіноча роль у мінісеріалі або телефільмі               | Ворожнеча                  | Номінація |
| Супутник                                | 1999 | Найкраща жіноча роль — драма                                    | Мачуха                     | Номінація |
| Супутник                                | 2005 | Премія імені Мері Пікфорд                                       | Н/Д                        | Перемога  |
| Супутник                                | 2008 | Найкраща жіноча роль у мінісеріалі або телефільмі               | Бернард і Доріс            | Номінація |
| Супутник                                | 2018 | Найкраща жіноча роль у мінісеріалі або телефільмі               | Ворожнеча                  | Номінація |
| Національна рада кінокритиків США       | 1991 | Найкраща жіноча роль (разом із Джиною Девіс)                    | Тельма і Луїза             | Перемога  |
| Премія Лондонського гуртка кінокритиків | 1992 | Найкраща акторка року                                           | Білий палац                | Перемога  |
| Премія Лондонського гуртка кінокритиків | 1992 | Найкраща акторка року                                           | Тельма і Луїза             | Перемога  |
| Премія Асоціації телевізійних критиків  | 2017 | Індивідуальні досягнення в драмі                                | Ворожнеча                  | Номінація |
| Сатурн                                  | 1988 | Найкраща кіноакторка                                            | Іствікські відьми          | Номінація |
| Сатурн                                  | 2010 | Найкраща кіноакторка другого плану                              | Милі Кості                 | Номінація |
| Каннський кінофестиваль                 | 2016 | Kering Women in Motion Award                                    | Н/Д                        | Перемога  |